# NGC 6109
NGC 6109 је лентикуларна галаксија у сазвежђу Северна круна која се налази на NGC листи објеката дубоког неба.
Деклинација објекта је + 35° 0' 15" а ректасцензија 16h 17m 40,5s. Привидна величина (магнитуда) објекта NGC 6109 износи 13,0 а фотографска магнитуда 14,0. Налази се на удаљености од 111,814 милиона парсека од Сунца. NGC 6109 је још познат и под ознакама UGC 10316, MCG 6-36-16, CGCG 196-26, KUG 1615+351C, PGC 57748.